# Álex Blanco
Alejandro Blanco Sánchez (ur. 16 grudnia 1998 w Benidormie) – hiszpański piłkarz występujący na pozycji napastnika w hiszpańskim klubie Valencia. Wychowanek FC Barcelony, w trakcie swojej kariery grał także w takich zespołach, jak Deportivo Alavés oraz Real Saragossa. Młodzieżowy reprezentant Hiszpanii.